# Premier congrès sioniste

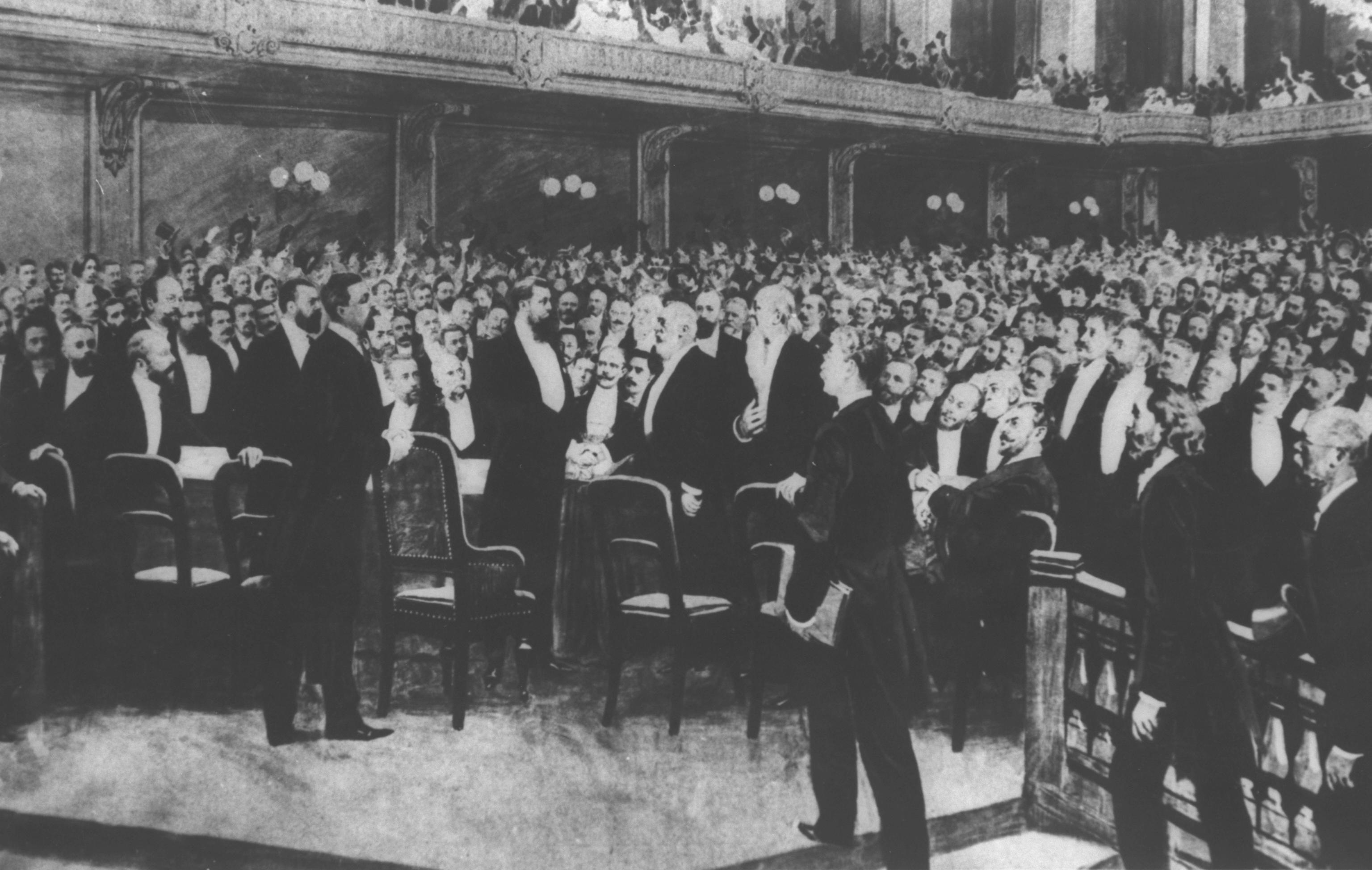
Les délégués au Premier Congrès Sioniste, qui s'est tenu à Bâle, Suisse en 1897.

Le Premier congrès sioniste (hébreu : הקונגרס הציוני הראשון) est le nom donné au premier des congrès sionistes qui s'est tenu à Bâle, en Suisse, du 29 août au 31 août 1897. Ce fut le premier congrès de l'Organisation sioniste (qui deviendra l'Organisation sioniste mondiale en 1960). 
Il fut réuni et présidé par Theodor Herzl, le fondateur du sionisme moderne. Les conséquences les plus importantes de ce congrès furent : la formulation de la plateforme sioniste, plus connue sous le nom de programme de Bâle ; la fondation de l'Organisation sioniste mondiale ; et l'adoption de l'Hatikvah comme hymne (qui était déjà alors l'hymne des Amants de Sion et qui deviendra plus tard l'hymne national de l'État d’Israël).

## Les origines

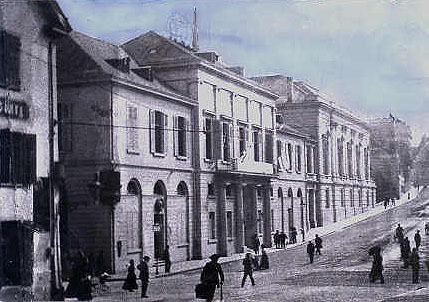
La salle de concert à Bâle (Stadtcasino) dans laquelle le congrès s'est tenu.

Le premier congrès sioniste fut créé par Theodor Herzl en tant que parlement symbolique pour tous ceux qui soutenaient la mise en œuvre des objectifs du sionisme. Initialement, le congrès aurait dû avoir lieu à Munich, en Allemagne. Cependant, en raison de l'opposition des responsables locaux des juifs orthodoxes et des juifs réformés, M. Herzl décida de plutôt réunir le congrès dans la ville de Bâle. Outre Theodor Herzl, les personnalités les plus connues étaient Nordau et Zangwill ; Zadoc Kahn a refusé de s'y rendre, mais a envoyé un message de sympathie ; les dirigeants des Amants de Sion Lilienblum, Ussishkin, Ahad Ha'Am étaient présents. Le congrès s'est tenu dans la salle de concert du Casino municipal de Bâle le 29 août 1897,.

## Le congrès
Theodor Herzl fut le président de ce congrès auquel assistèrent quelque 200 participants, venant de 17 pays, dont 69 étaient des délégués de différentes sociétés sionistes et le reste étaient des personnes présentes à titre personnel. Dix non juifs étaient également dans l'assistance (dont le pasteur William Hechler qui apporta une aide considérable à Theodor Herzl), et ils étaient censés s'abstenir de voter. Dix-sept femmes participèrent au congrès, certaines à titre individuel et les autres accompagnant des représentants, et bien qu'elles participassent, elle n'eurent toutefois pas le droit de voter. Les femmes devinrent membres de plein droit l'année suivante, lors du deuxième congrès sioniste.
Après une cérémonie d'ouverture pendant laquelle les représentants arrivèrent en tenue de soirée, queue-de-pie et cravate blanche, le congrès passa à l'ordre du jour dont les principaux points étaient :
- la présentation des plans de Theodor Herzl ;
- la fondation de l'Organisation sioniste ;
- la déclaration des objectifs du sionisme, le programme de Bâle.

Durant ce congrès, Theodor Herzl fut élu président de l'Organisation sioniste et Max Nordau l'un des trois vice-présidents élus. En outre, un Comité d'actions internes  et un Comité des grandes œuvres furent composés pour s'occuper des affaires du mouvement entre les congrès.

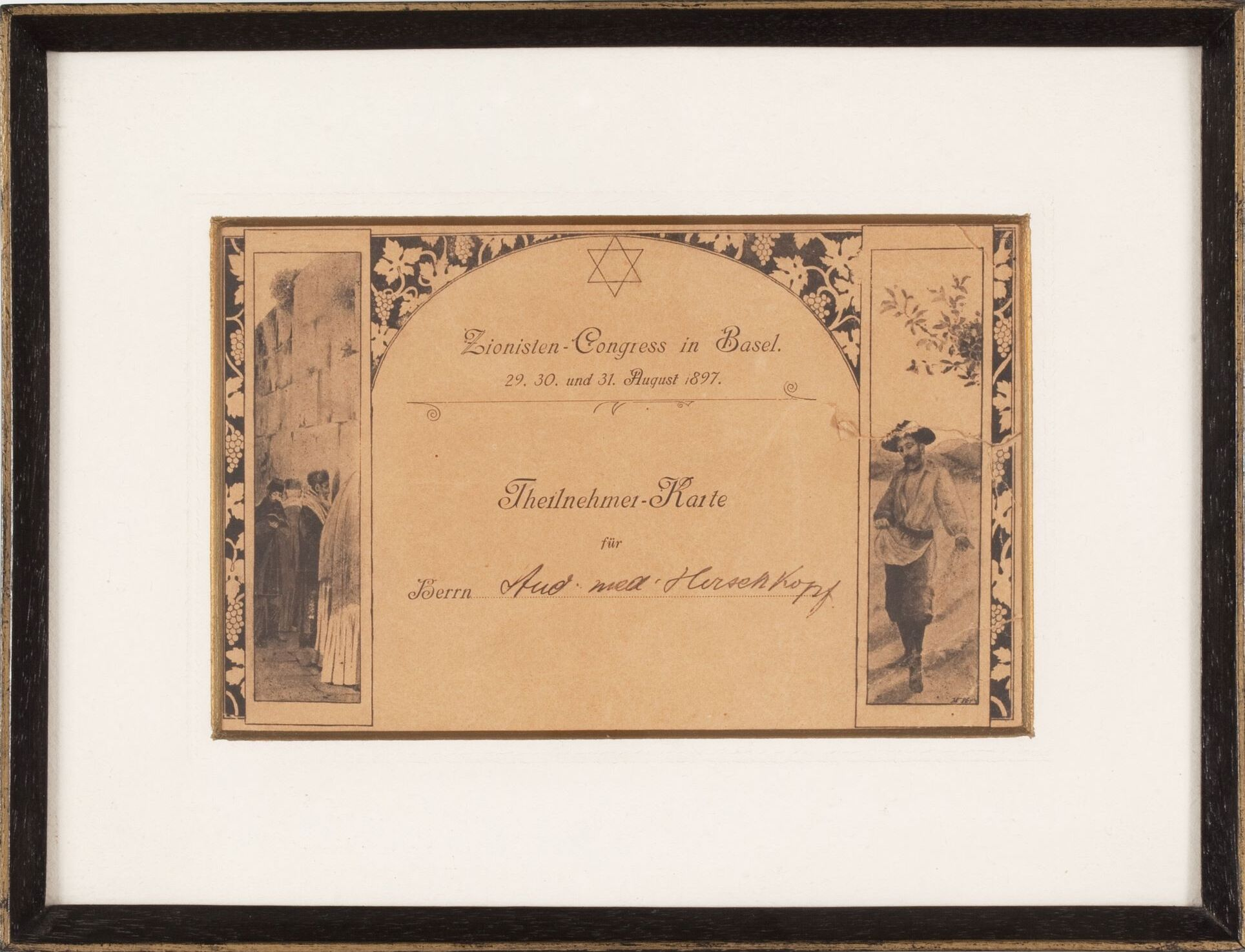
Carte de participant pour le premier congrès sioniste à Bale. Musée juif de Suisse

## Le programme de Bâle

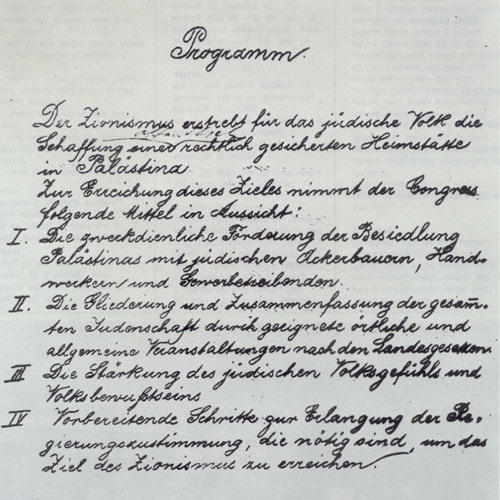
Le « Programme de Bâle ».

Le second jour des délibérations, le 30 août, un texte fut proposé au congrès, issu du travail d'un comité sous la présidence de Max Nordau, et qui stipulait que :
« Le sionisme vise à établir pour le Peuple juif une patrie en Palestine qui soit garantie par le droit public. »
Cela exprimait clairement le Sionisme politique de Herzl, par opposition aux activités orientées vers l'implantation des Amants de Sion, mouvement moins bien organisé. Pour faire un geste en faveur de la demande de nombreux délégués, dont le principal représentant était Léo Motzkin, qui souhaitaient inclure l'expression « par le droit international », une formule de compromis proposée par Herzl fut finalement adoptée.
Ainsi le programme politique, qui sera ensuite connu sous le nom de Programme de Bâle, énonce les objectifs du sionisme. Il fut adopté dans ces termes :
« Le sionisme vise à établir pour le Peuple juif une patrie reconnue publiquement et légalement en Palestine. Pour atteindre cet objectif, le congrès considère que les moyens suivants peuvent être utilisés :
1. La promotion de l'établissement en Palestine d'agriculteurs, artisans et marchands juifs ;
2. La fédération de tous les juifs, en groupes locaux ou nationaux en fonction des lois de leurs différents pays ;
3. Le renforcement du sentiment juif, et de la conscience juive ;
4. Toute mesure préparatoire à l'obtention des accords gouvernementaux qui sont nécessaires à la réalisation de l'objectif sioniste. »

## Les conséquences
Le premier congrès sioniste est crédité des réalisations suivantes :
- la formulation de la plate-forme sioniste (le programme de Bâle) ;
- la fondation de l'Organisation sioniste mondiale ;
- l'adoption de l'Hatikvah pour hymne ;
- l'absorption de la plupart des sociétés des Amants de Sion ;
- la suggestion de la constitution d'une banque du peuple ;
- l'élection de Theodor Herzl comme président de cette Organisation sioniste et de Max Nordau comme étant l'un des trois vice-présidents.

Theodor Herzl a écrit dans son journal (1er septembre 1897) :
« Si je devais résumer le congrès de Bâle en une seule phrase — que je me garderai de prononcer publiquement — je dirais : à Bâle, j'ai fondé l'État juif. Si je disais cela à haute voix aujourd'hui, je serais accueilli par un fou rire général. Peut-être dans cinq ans et certainement dans cinquante ans, tout le monde s'en rendra compte. »

## Par la suite…
Les congrès suivants fondèrent différentes institutions pour la promotion de ce programme, notamment une banque du peuple connue sous le nom de Jewish Colonial Trust (devenue depuis la Bank Leumi), qui a été l'instrument financier du sionisme politique. Sa création a été suggérée lors du premier congrès sioniste en 1897 ; le premier pas véritable pour cette institution a eu lieu lors du deuxième congrès sioniste à Cologne, en Allemagne, en mai 1898. Lors du cinquième congrès sioniste, le Fonds national juif est fondé pour l'achat de terres et, plus tard, la Commission sioniste (qui deviendra l'Agence juive) est fondée avec plusieurs filiales pour l'étude et l'amélioration des conditions sociales et économiques pour les Juifs en Palestine.
Le congrès sioniste s'est réuni chaque année de 1897 à 1901, puis, à l'exception des années de guerre, tous les 2 ans entre 1903 et 1913 puis 1921 et 1939. En 1942, une Conférence extraordinaire sioniste a été organisée et a annoncé un changement d'orientation fondamental de la politique sioniste traditionnelle, avec la demande que : 
« la Palestine soit créée comme un Commonwealth juif. »
Cela devint la position officielle du sionisme sur l'objectif ultime du mouvement.
Depuis la fin de la Seconde Guerre mondiale, les réunions ont eu lieu environ tous les quatre ans, et depuis la création de l'État d'Israël, le Congrès a lieu à Jérusalem.